# Johann Gerhard König
Johann Gerhard König, ook wel als Koenig geschreven (Ungerhof (Lijfland, nu in Polen), 1728 - Jagrenatporum, 1785) was een Duitse botanicus en arts.
König kreeg een privéopleiding van Carl Linnaeus en woonde in Denemarken van 1759 tot 1767. Hij correspondeerde met Joseph Banks. Hij bezocht IJsland, waar hij de vegetatie bestudeerde. Deze studie zette hij voort in het Verre Oosten. Hij verkreeg zijn doctorstitel in absentia van de universiteit van Kopenhagen.
Hij werkte samen met vooraanstaande wetenschappers zoals William Roxburgh. Van zijn hand verschenen verscheidene werken over de plantkunde, waaronder De indigenorum remediorum ad morbos cuivis regioni endemicos expugnandos efficacia in 1773.
Hij was in Tranquebar met een Deense missie van 1773 tot 1785. Hij werkte ook als natuurvorser voor de nawab van Arcot in India. Hij beschreef veel planten die in de Indiase geneeskunde worden gebruikt. Zo completeerde hij het werk van Nicolaas Laurens Burman, Flora Indica, dat Burman in 1768 schreef.
Als natuuronderzoeker voor de Nawab van Arcot ging hij op reis door de bergen ten noorden van Madras naar Ceylon. Hiervan werd later een beschrijving gepubliceerd in een Deens wetenschappelijk tijdschrift. In 1778 werd König overgeplaatst naar een post van de Britse Oost-Indische Compagnie, waar hij tot aan zijn dood bleef.
Murraya koenigii is naar hem vernoemd. Hij overleed in 1785 in Jagrenatporum, in de buurt van Tranquebar (Andhra Pradesh).
- Bibliothèque nationale de France: cb10550432s (data)
- Author citation (botany): J.Koenig
- Gemeinsame Normdatei: 132153696
- International Standard Name Identifier: 0000 0000 1954 7306
- Library of Congress Control Number: nb2011024790
- Nederlandse Thesaurus van Auteursnamen: 072697555
- Système universitaire de documentation: 227173791
- Virtual International Authority File: 57765725
- WorldCat: E39PBJh8HQq8RPydbPtFGj6xjC